# Экономика Республики Корея
Экономика Республики Корея — одна из самых развитых экономик мира, представитель восточноазиатской модели развития экономики. По состоянию на 2023 год, по данным МВФ является 14-й в мире по ВВП (по ППС) (2,92 трлн долларов США) и 13-й в мире по номинальному ВВП (1,72 трлн долларов США). По данным ВБ ВВП на душу населения (номинальный) страны вырос со 158 долларов США в 1960 году до 32 255 долларов США в 2022 году. По данным МВФ ВВП на душу населения (по ППС) страны вырос со 2 169 долларов США в 1980 году до 53 736 долларов США в 2022 году.
Ключевые направления южнокорейской экономики за шестидесятилетнюю историю существования государства сильно изменились. В 1940-х годах экономика страны опиралась преимущественно на сельское хозяйство и лёгкую промышленность. В течение следующих нескольких десятилетий акцент сместился в сторону лёгкой промышленности и производства товаров народного потребления, а в 1970-х—1980-х годах — в сторону тяжёлой промышленности. В течение 30 лет после того, как президент страны Пак Чонхи в 1962 году объявил начало первой пятилетки, экономика страны росла очень высокими темпами, а её структура сильно изменилась.
Бурный экономический рост 1980-х годов замедлился к концу десятилетия. К тому времени этот рост составлял 6,5 % в год, а с повышением заработной платы населения выросла и инфляция.
Как и в других высокоразвитых странах, к началу 1990-х годов сфера услуг стала доминирующей в экономике страны, а в начале XXI века она составляет две трети всего ВВП.

## Статистика
В следующей таблице показаны основные экономические показатели за 1980—2017 годов. Инфляция менее 2 % обозначена зелёной стрелкой.
| Год  | ВВП (ППС) (в млрд Долл. США) | ВВП на душу населения (ППС) (в долл. США) | Рост ВВП (реальный) | Уровень инфляции (в процентах) | Безработица (в процентах) | Государственный долг (в процентах от ВВП) |
| ---- | ---------------------------- | ----------------------------------------- | ------------------- | ------------------------------ | ------------------------- | ----------------------------------------- |
| 1980 | 83,3                         | 2 184                                     | ▼−1,7 %             | ▲28,7 %                        | 5,2 %                     | н/д                                       |
| 1981 | ▲97,6                        | ▲2 520                                    | ▲7,2 %              | ▲21,4 %                        | ▼4,5 %                    | н/д                                       |
| 1982 | ▲112,2                       | ▲2 853                                    | ▲8,3 %              | ▲7,2 %                         | ▲4,1 %                    | н/д                                       |
| 1983 | ▲132,1                       | ▲3 309                                    | ▲13,2 %             | ▲3,4 %                         | ▬4,1 %                    | н/д                                       |
| 1984 | ▲151,0                       | ▲3 738                                    | ▲10,4 %             | ▲2,3 %                         | ▼3 9 %                    | n/a                                       |
| 1985 | ▲167,9                       | ▲4 116                                    | ▲7,8 %              | ▲2,5 %                         | ▲4,0 %                    | н/д                                       |
| 1986 | ▲190,6                       | ▲4 624                                    | ▲11,2 %             | ▲2,8 %                         | ▼3,8 %                    | н/д                                       |
| 1987 | ▲219,8                       | ▲5 281                                    | ▲12,5 %             | ▲3,0 %                         | ▼3,1 %                    | н/д                                       |
| 1988 | ▲254,6                       | ▲6 056                                    | ▲11,9 %             | ▲7,1 %                         | ▼2,5 %                    | н/д                                       |
| 1989 | ▲283,0                       | ▲6 668                                    | ▲7,0 %              | ▲5,7 %                         | ▲2,6 %                    | н/д                                       |
| 1990 | ▲322,3                       | ▲7 518                                    | ▲9,8 %              | ▲8,6 %                         | ▼2,5 %                    | 13,4 %                                    |
| 1991 | ▲367,5                       | ▲8 489                                    | ▲10,3 %             | ▲9,3 %                         | ▬2,5 %                    | ▼12,5 %                                   |
| 1992 | ▲399,1                       | ▲9 123                                    | ▲6,2 %              | ▲6,2 %                         | ▬2,5 %                    | ▼12,2 %                                   |
| 1993 | ▲436,5                       | ▲9 879                                    | ▲6,8 %              | ▲4,8 %                         | ▲2,9 %                    | ▼11,4 %                                   |
| 1994 | ▲486,9                       | ▲10 907                                   | ▲9,2 %              | ▲6,3 %                         | ▼2,5 %                    | ▼10,1 %                                   |
| 1995 | ▲544,7                       | ▲12 079                                   | ▲9,6 %              | ▲4,5 %                         | ▼2,1 %                    | ▼8,9 %                                    |
| 1996 | ▲596,7                       | ▲13 108                                   | ▲7,6 %              | ▲4,9 %                         | ▬2,1 %                    | ▼8,2 %                                    |
| 1997 | ▲642,9                       | ▲13 990                                   | ▲5,9 %              | ▲4,4 %                         | ▲2,6 %                    | ▲10,2 %                                   |
| 1998 | ▼614,3                       | ▼13 272                                   | ▼−5,5 %             | ▲7,5 %                         | ▲7,0 %                    | ▲14,7 %                                   |
| 1999 | ▲694,2                       | ▲14 892                                   | ▲11,3 %             | ▲0,8 %                         | ▼6,6 %                    | ▲16,7 %                                   |
| 2000 | ▲773,4                       | ▲16 452                                   | ▲8,9 %              | ▲2,3 %                         | ▼4,4 %                    | ▲17,1 %                                   |
| 2001 | ▲826,8                       | ▲17 454                                   | ▲4,5 %              | ▲4,1 %                         | ▼4,0 %                    | ▲17,7 %                                   |
| 2002 | ▲901,9                       | ▲18 930                                   | ▲7,4 %              | ▲2,8 %                         | ▼3,3 %                    | ▼17,6 %                                   |
| 2003 | ▲946,9                       | ▲19 771                                   | ▲2,9 %              | ▲3,5 %                         | ▲3,6 %                    | ▲20,4 %                                   |
| 2004 | ▲1 020,6                     | ▲21 226                                   | ▲4,9 %              | ▲3,6 %                         | ▼3,7 %                    | ▲23,3 %                                   |
| 2005 | ▲1 094,8                     | ▲22 720                                   | ▲3,9 %              | ▲2,8 %                         | ▲3,8 %                    | ▲27,0 %                                   |
| 2006 | ▲1 186,8                     | ▲24 501                                   | ▲5,2 %              | ▲2,3 %                         | ▼3,5 %                    | ▼29,3 %                                   |
| 2007 | ▲1 284,9                     | ▲26 394                                   | ▲5,5 %              | ▲2,5 %                         | ▼3,3 %                    | ▼28,7 %                                   |
| 2008 | ▲1 347,2                     | ▲27 464                                   | ▲2,8 %              | ▲4,7 %                         | ▼3,2 %                    | ▼28,2 %                                   |
| 2009 | ▲1 367,0                     | ▲27 725                                   | ▲0,7 %              | ▲2,8 %                         | ▲3,6 %                    | ▲31,4 %                                   |
| 2010 | ▲1 473,7                     | ▲29 738                                   | ▲6,5 %              | ▲2,9 %                         | ▲3,7 %                    | ▼30,8 %                                   |
| 2011 | ▲1 559,4                     | ▲31 229                                   | ▲3,7 %              | ▲4,0 %                         | ▼3,4 %                    | ▲31,5 %                                   |
| 2012 | ▲1 624,6                     | ▲32 362                                   | ▲2,3 %              | ▲2,2 %                         | ▼3,2 %                    | ▲32,2 %                                   |
| 2013 | ▲1 698,6                     | ▲33 684                                   | ▲2,9 %              | ▲1,3 %                         | ▼3,1 %                    | ▲35,4 %                                   |
| 2014 | ▲1 786,9                     | ▲35 212                                   | ▲3,3 %              | ▲1,3 %                         | ▲3,5 %                    | ▲37,3 %                                   |
| 2015 | ▲1 856,7                     | ▲36 395                                   | ▲2,8 %              | ▲0,7 %                         | ▲3,6 %                    | ▲39,5 %                                   |
| 2016 | ▲1 933,5                     | ▲37 730                                   | ▲2,8 %              | ▲1,0 %                         | ▲3,7 %                    | ▲40,0 %                                   |
| 2017 | ▲2 029,0                     | ▲39 434                                   | ▲3,1 %              | ▲1,9 %                         | ▬3,7 %                    | ▼39,8 %                                   |

## Исторический обзор

### Послевоенное состояние (1945—1961)
Ко Второй мировой войне Корея подошла в качестве одной из беднейших стран мира с преимущественно аграрной экономикой. Послевоенная разруха и Корейская война не способствовали устойчивому развитию экономики страны. Народное хозяйство страны находилось в упадке, доходы населения были очень низки.
После разделения Кореи на две части — КНДР и Республику Корея — разрушились давние связи между аграрным Югом и промышленным Севером. Республика Корея лишилась таких отраслей промышленности, как металлургическая, химическая, цементная. На юге были сосредоточены в основном предприятия лёгкой и пищевой промышленности.
Корейская война окончательно подорвала экономику страны. После окончания войны союзниками Республики при содействии правительства был разработан план содействия южнокорейской экономике. США предоставили в 1954—1959 годах около 1,5 миллиарда долларов в виде субсидий и «займов развития» (займы составляли 12,4 миллиона долларов). Эти деньги в основном ушли на закупку американских продовольственных и потребительских товаров, лишь небольшая часть пошла на восстановление производственной инфраструктуры промышленности и сельского хозяйства. Среднегодовые темпы прироста валового национального продукта составили в 1954—1958 годах 5,2 %, а обрабатывающая промышленность за эти годы удвоила своё производство.
К началу 1958 года число безработных и полубезработных составляло около 4,3 миллиона человек (36,6 % всего трудоспособного населения Республики Корея).

### Начало бурного роста (1962—1970)
С начала 1960-х годов корейская экономика бурно развивалась. За три десятилетия (с 1962 по 1989 год) валовый национальный продукт увеличивался в среднем на 8 % в год, поднявшись с 2,3 миллиарда долларов в 1962 году до 204 миллиардов в 1989 году. Средний годовой доход населения вырос с $87 на человека в 1962 году до $4830 в 1989 году. Доля промышленного сектора в 1962 году составляла 14,3 % от ВНП, а в 1987 году — 30,3 %. Объём торговли товарами народного потребления вырос с $480 млн в 1962 до $127,9 млрд в 1990.
Наиболее значимым фактором в ускорении развитии экономики страны стала экономическая политика нового президента Пак Чон Хи, который направил усилия правительства на привлечение иностранных инвестиций, увеличение объёма экспорта и индустриализацию экономики. Государство стало играть более заметную роль в экономической жизни общества. Стали внедряться элементы плановой экономики — пятилетние экономические планы.
В период развития лёгкой промышленности с 1962 по 1971 года иностранные инвестиции составили 2,6 миллиарда долларов, в основном в виде займов, предоставленных правительству и частному сектору.
Сделав ставку на промышленный сектор экономики и ориентированную на экспорт стратегию развития страны, правительство страны искусственно увеличило разрыв между промышленным и аграрным направлениями в экономике, что стало серьёзной проблемой к началу 1970-х годов.

### Период стабилизации (1970—1997)

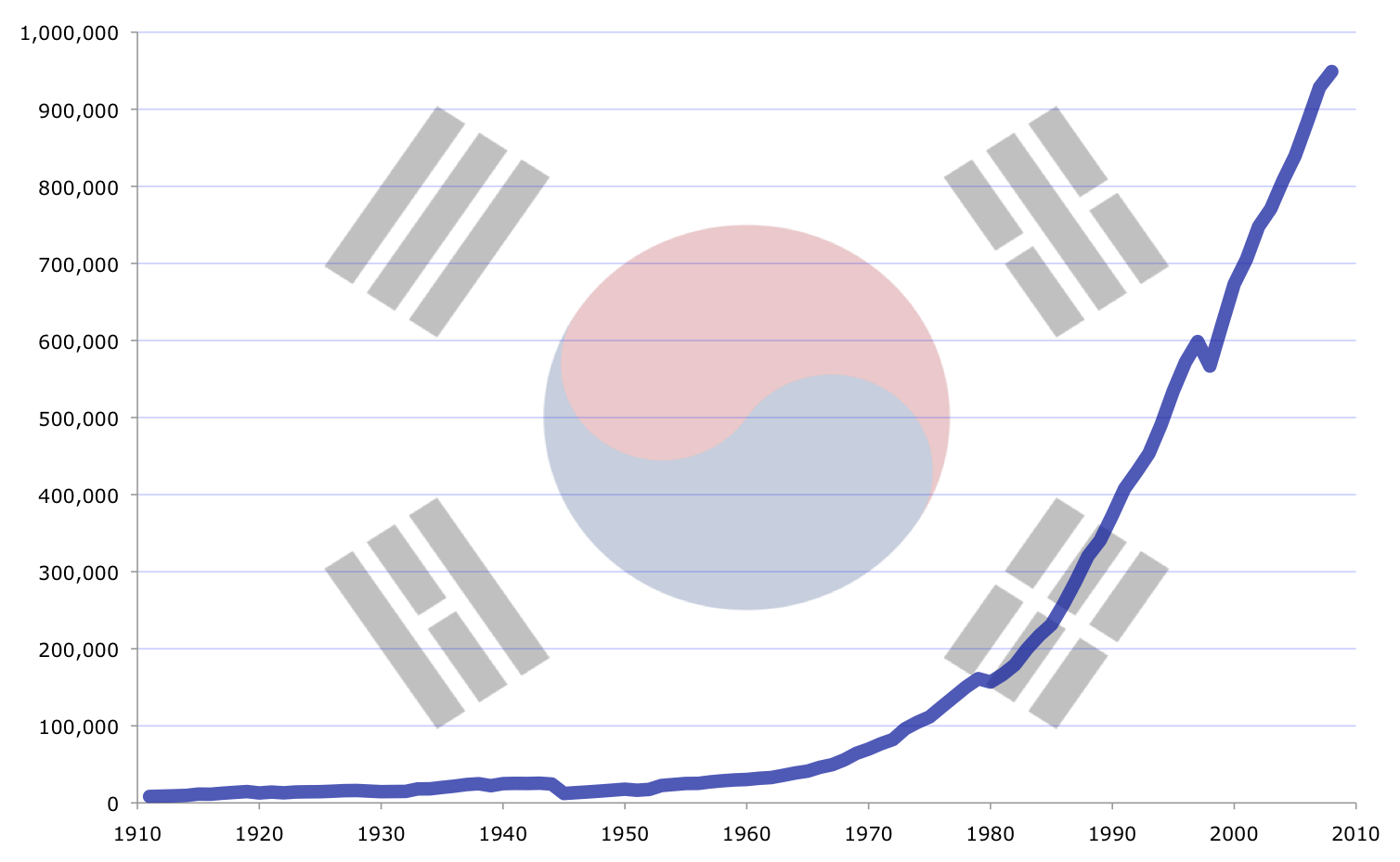
Темпы роста ВВП Кореи с 1911 по 2008 год

К началу 1970-х годов, однако, промышленный сектор страны столкнулся с проблемами. До этого национальная промышленность производила дешёвые продукты используя дешёвую рабочую силу, что увеличивало конкурентоспособность южнокорейских товаров и стимулировало проведение политики протекционизма со стороны других развивающихся стран. Правительство ответило на это увеличением финансирования тяжёлой и химической промышленности и направлением инвестиций в капиталоёмкие и высокотехнологичные отрасли экономики, что вызвало всплеск инфляции.
Структурный переход к капиталоёмкой промышленности был сложным. Ситуацию осложняло то, что в конце 1970-х годов случился мировой энергетический кризис, приведший к увеличению цен на нефть и ограничивший объёмы южнокорейского экспорта. В 1980 году южнокорейская экономика пережила временный кризис: впервые с 1962 года национальная экономика показала падение вместо роста, увеличилась инфляция.
В начале 1980-х годов правительство страны начало широкомасштабные экономические реформы. С целью обуздания инфляции были снижены госрасходы и приняты жёсткие фискальные меры. Рост денежной массы был ограничен с 30 % в 1970-х годах до 15 %. Бюджет ненадолго был заморожен. Была проведена обширная либерализация, снижены расходы, вмешательство правительства в экономику сильно уменьшилось. Для иностранных инвесторов были созданы более свободные условия. Для того, чтобы сократить разрыв между городом и деревней, правительство увеличило объём инвестиций в такие проекты, как дорожное строительство, создание сетей коммуникаций и механизация деревенского труда.
Эти меры, наряду с общим оздоровлением мировой экономики, помогли южнокорейской экономике выйти на прежний уровень роста уже во второй половине 80-х годов. В период с 1982 по 1987 годы экономика росла в среднем на 9,2 % в год, а в период с 1986 по 1988 годы — на 12,5 %. Инфляция, которая в 70-х годах в процентном выражении составляла двузначное число, была снижена благодаря уменьшению стимулирования со стороны центрального банка и ограничения внешних займов. Цены на товары народного потребления увеличивались в среднем на 4,7 % в год. Сеул добился существенного прибавления платёжного баланса в 1986 году, а сальдо платёжного баланса в 1987 и 1988 годах составило соответственно $7,7 млрд и $11,4 млрд. Такое бурное развитие помогло Республике Корея сократить свой внешний долг.
В конце 1980-х годов внутренний рынок стал основой экономического роста. Рост спроса на автомобили и другие дорогостоящие товары сильно увеличился вследствие общего роста платёжеспособности населения. Вследствие этого экономическая политика правительства, прежде направленная на экспорт корейских товаров, изменилась в сторону самообеспечения, что привело к уменьшению зависимости от других государств. Особенно в те годы бурно развивался сектор услуг.
90-е годы ознаменовались тесной интеграцией Республики Корея в мировую экономику (в середине 90-х годов она стала членом нескольких международных экономических организаций) и бурным ростом доходов населения. Однако, к 1990 году стало ясно, что высокие темпы роста 80-х годов замедлятся. Рост экономики в 1989 году составил всего 6,5 %. В первой половине 90-х годов темпы снижаться не стали, напротив, было небольшое оживление — с увеличением инвестиций и экспорта экономический рост увеличился с 3 % в 1992 году до 8,6 % в 1994 и 8,9 % в 1995. Валовый национальный продукт на душу населения вырос до $10 000 в 1995, а в 1996 году безработица достигла беспрецедентного уровня в 2 %. Инфляция оставалась относительно стабильной — 4 % в год.

### Азиатский финансовый кризис (1997)
Стабильное экономическое развитие южнокорейской экономики было прервано в 1997 году вместе с глобальным экономическим кризисом. В октябре 1997 года началось резкое снижение курса воны по отношению к доллару. К 21 ноября золотовалютные резервы страны были практически полностью истощены, и для того, чтобы предотвратить полный крах экономики, правительство было вынуждено сделать крупные займы у Международного валютного фонда.
Серия мер, предпринятая правительством, включая ряд экономических реформ, позволили Республике Корея довольно скоро выйти из кризиса. Уже в 1999 году экономический рост составил 10 %, а в 2000 году — 9 %.

### Текущее состояние
Замедление роста мировой экономики и падение объёмов экспорта в 2001 году сказались на южнокорейской экономике: в 2001 году рост составил всего 3,3 %. Однако уже в следующем, 2002 году экономика вышла на уровень роста 6 %. Реструктуризация больших компаний (чеболей), приватизация банков и общая либерализация экономики являются основными направлениями работы правительства страны. В 2004 году перспективы развития экономики выглядели не так хорошо, как за несколько лет до этого. Активная торговля с Китаем, однако, является хорошим фактором для развития Республики Корея.
На данный момент южнокорейская экономика основывается прежде всего на производстве товаров народного потребления, таких как электроника, текстиль, автомобили, а также на секторе тяжёлой промышленности: кораблестроение, производство стали. Продукция этих отраслей производства является основным предметом экспорта. Несмотря на то, что рынок импорта в последние годы стал более свободным, сектор сельского хозяйства до сих пор находится под политикой протекционизма из-за серьёзного несоответствия уровня цен на сельскохозяйственную продукцию, например на рис, внутри страны и в мире. На 2005 год цена риса в Южной Корее была в пять раз больше, чем на международном рынке. В конце 2004 года, однако, со Всемирной торговой организацией была достигнута договорённость о постепенном повышении доли импорта на рынке риса в стране — к 2014 году импортированный рис должен составить 8 % всего потребляемого количества. Помимо этого, до 30 % импортированного риса должно поступать к конечным потребителям (до этого импортированный рис использовался в основном для производства различных продуктов питания и напитков, таких как соджу). К 2014 году рынок риса в Южной Корее должен стать полностью открытым.
Экономический кризис 2008—2010 годов сильно сказался на экономике Республики Корея. В 2008 году сокращение промышленного производства в стране составило 26 %, выросла безработица, существенно понизился курс воны к доллару. В течение 2009 года экономика страны постепенно восстанавливалась, чему способствовала правительственная программа по борьбе с кризисом и понижение курса воны в 2008 году, что создало благоприятные условия для корейских экспортёров. Рост ускорился в 2010 году, после начала восстановления мировых рынков, являющихся потребителями южнокорейских товаров, в частности в первом квартале 2010 года прогноз годового прироста ВВП составил 5,2 %, а безработица снизилась с 4,4 % до 3,8 %.

## Роль правительства

### Экономическая политика Пак Чонхи
В 1961 году генерал Пак Чонхи сверг режим премьер-министра страны Чан Мёна. Главным направлением его действий в экономической сфере было превращение страны из отсталой аграрной в современную индустриальную. Начиная с его правления экономика Южной Кореи переживала бурный рост.
Администрация Пак Чонхи решила, что в экономическом развитии ключевую роль должно играть централизованное управление. Сложившаяся в результате мер правительства структура экономики включала элементы как интервенционизма, так и свободной торговли. Именно во время правления генерала Пака в стране появились чеболи — крупные частные конгломераты, занимающиеся различной деятельностью. Так, правительство сохранило за собой железные дороги, источники электроэнергии, водоснабжение, автодороги и порты.
Была проведена масштабная национализация. Вся банковская система перешла под контроль государства. Был проведен ряд мероприятий, призванных улучшить положение в аграрном секторе (в 1961 году крестьянство составляло 58 % населения). Так, правящая группировка освободила крестьян от выплат долгов по ростовщическим процентам, приняла программу стабилизации цен на сельскохозяйственную продукцию, увеличила процент выплат по банковским вкладам, что так же стимулировало приток в банки свободных средств и облегчило получение кредитов, были приняты и другие подобные меры.
Главными экономическими целями правительства Пак Чонхи было усиление ключевых отраслей промышленности, уменьшение безработицы и разработка более эффективных управленческих методик. Были направлены меры на увеличение уровня экспорта, что означало усиление конкурентоспособности южнокорейских товаров и производительности труда. Ключевыми отраслями промышленности были признаны электроника, кораблестроение и автомобильная промышленность. Правительство всячески поощряло открытие новых производств в этих отраслях.
В результате этих мер рост промышленного производства составлял 25 % в год, причём в середине 70-х годов темпы увеличились до 45 % в год.

### Политика в области производства
Главной проблемой, с которой столкнулось правительство Пак Чонхи в начале 1960-х годов, была повсеместная бедность населения. Необходимо было также увеличивать государственные резервы для того, чтобы стимулировать промышленный рост. Внутренние сбережения государства были весьма невелики. В результате правительство стало активно занимать деньги у других государств, а также создавать налоговые льготы для привлечения иностранного капитала в страну. Из всех быстроразвивающихся стран Азиатско-Тихоокеанского региона — Тайваня, Гонконга, Сингапура и Южной Кореи — только последняя финансировала свою экономику в основном при помощи внешних заимствований. В 1985 году внешний долг страны составил $46,8 млрд. Иностранные инвестиции шли главным образом из Японии и США.
Правительство смогло мобилизовать внутренний капитал страны с помощью гибкой системы поощрения капиталовложений, отличающейся для различных отраслей промышленности и их экспортного потенциала. Правительство также смогло реструктурировать многие отрасли промышленности, такие как военно-промышленный комплекс и строительство, часто стимулируя или ослабляя конкурентную борьбу.

### Предприятия и компании
После формального окончания Корейской войны помощь иностранных государств стала самым значимым источником ресурсов для восстановления экономики. Большая часть того, что осталось от построенных японцами во время колониального правления заводов к середине 1950-х годов было либо разрушено войной, либо сильно устарело. Остальное перешло в частные руки. Именно в тот период в Южной Корее стали складываться большие промышленные конгломераты, позднее получившие название чеболей. Эти группы компаний, занимающихся торговлей, производством, оказанием услуг, и сейчас доминируют в южнокорейской экономике.
Возникновение чеболей благоприятно сказалось на увеличении объёмов экспорта из страны. В 1987 году доходы четырёх крупнейших чеболей составили $80,7 млрд, что составляло две трети валового национального продукта. В том же году группа компаний Samsung получила доходов на сумму $24 млрд, Hyundai — $22,7 млрд, Daewoo — $16 млрд, а LG Group — $18 млрд. Доходы следующего по величине чеболя — Sunkyong — составили $7,3 млрд. На долю десяти крупнейших чеболей в том году пришлось 40 % всех банковских кредитов, 30 % всей промышленной добавочной стоимости страны и 66 % всего южнокорейского экспорта. В пяти крупнейших чеболях работало 8,5 % всех трудовых ресурсов страны, и создавалось 22,3 % всего промышленного производства.

### Экономические планы
Начиная с 1960-х годов экономическая программа страны стала базироваться на пятилетних экономических планах. Первый пятилетний экономический план (1962—1966) включал начальные шаги на пути построения эффективной промышленности. Был сделан акцент на развитие таких отраслей, как производство электроэнергии, минеральных удобрений, нефтехимическая промышленность, цементная промышленность. Второй пятилетний план (1967—1971) предполагал модернизацию промышленности и развитие прежде всего отраслей, способных производить продукцию, до этого импортировавшуюся: производство стали, машиностроение, химическую промышленность. Третья пятилетка (1972—1976) ознаменовалась бурным развитием экспортно-ориентированной экономики, прежде всего тяжёлой и химической промышленности, в том числе машиностроения, электроники, кораблестроения и нефтепереработки. В четвёртую пятилетку (1977—1981) страна стала производить продукцию, конкурентоспособную на мировых рынках. Стратегические направления включали наукоёмкие высокотехнологичные отрасли: машиностроение, электронику и кораблестроение, химическую промышленность. В результате тяжёлая и химическая промышленность выросли на 51,8 % в 1981 году, доля экспорта в производстве увеличилась до 45,3 %. Пятая и шестая пятилетки снизили акцент на тяжёлой и химической промышленности и перенесли его на высокотехнологичное производство: электронику, полупроводниковую промышленность, информационные технологии. Седьмая пятилетка (1992—1996) и последующие пятилетки продолжили это направление, но после от пятилеток отказались.

### Бюджет страны
Бюджет страны разрабатывается министерством планирования и бюджета и утверждается парламентом страны. В 2006 году бюджет предполагает рост номинального ВВП на 7,5 %. Уровень расходов увеличился на 5,9 % по сравнению с бюджетом 2005 года до 220 трлн вон (около 230 млрд долларов). Внешний долг предполагается удерживать на уровне около 30 % ВВП, однако уже в 2007 году планируется начать его снижение в процентном отношении. Налоговая нагрузка предполагается на уровне 20 %. В недавнее время этот показатель увеличился ввиду сокращения доходов. В течение периода 2005—2009 планируется удерживать этот показатель на том же уровне.
Акцент в расходной части бюджета сделан на сектора экономики, которые более остро нуждаются в поддержке правительства. Планируется вложить больше денег в научно-исследовательские и опытно-конструкторские работы и образование. Увеличены также расходы на оборону.
Ниже дана детализация расходной части бюджета по ключевым отраслям в 2005 году, в 2006 году и в 2009 году. Все данные приведены в триллионах вон.
| Отрасль                                  | Объём ассигнований (2005) | Объём ассигнований (2006) | Объём ассигнований (2009), план |
| НИОКР                                    | 7,8                       | 8,9                       | 11,1                            |
| Образование                              | 27,6                      | 28,7                      | 36,3                            |
| Здравоохранение, социальные программы    | 49,6                      | 56                        | 70,5                            |
| Сельское хозяйство, рыболовство          | 14,1                      | 15,1                      | 15,8                            |
| Промышленность, малый и средний бизнес   | 11,9                      | 12,4                      | 13,4                            |
| Охрана окружающей среды                  | 3,6                       | 3,8                       | 4,9                             |
| Национальная оборона                     | 46,6                      | 65                        | н/д                             |
| Внешние сношения, расходы на объединение | 2                         | 2,6                       | 2,7                             |
| Культура, туризм                         | 2,6                       | 2,9                       | 3,3                             |
| Внутренняя безопасность                  | 9,4                       | 10,2                      | 11,7                            |

## Финансовая система

### Обзор
Финансовые учреждения в Южной Корее можно разделить на три основных категории: центральный банк, отдельные банковские организации и небанковские организации, такие как страховые компании, венчурные фонды и т. д. Основы современной финансовой системы в Южной Корее были заложены в начале 1950-х годов, когда был принят ряд нормативных документов, регулирующих деятельность банковской системы.
Данные о структуре финансовой системы страны и количестве предприятий в них (данные приведены на ноябрь 2002 года):
|                            | Учреждения                                                                                    | Количество |
| Банки                      | Региональные банки Общенациональные банки Филиалы иностранных банков Специализированные банки | 9 6 41 5   |
| Страховые компании         | Страхование жизни Другие виды страхования                                                     | 22 23      |
| Компании по ценным бумагам | Инвестиционные компании Другие                                                                | 130 177    |
| Другие                     |                                                                                               | 176        |

### Банковская система

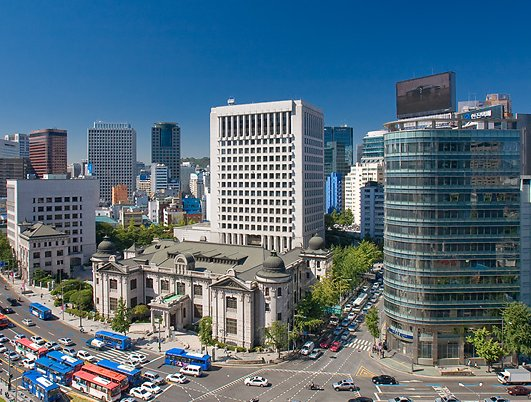
Банк Кореи

Бо́льшая часть небанковских финансовых учреждений возникла в течение 1970-х годов с целью диверсификации финансовых ресурсов и стимуляции денежного обращения в стране, а также для привлечения инвестиций. Начиная с 1980-х годов несколько коммерческих банков и небанковских финансовых организаций вовлечены в программу ускорения либерализации и интернационализации экономики.
Общее количество филиалов коммерческих банков в июне 2004 года составляло 4448.
Единоличное владение ценными бумагами банков было ограничено в 1982 году. Предел составлял 8 % в 1982 и был ужесточён до 4 % в 1994 году. Однако в 2002 году этот он был снова поднят до 10 %.
Активы банков (на июнь 2004 года) распределялись следующим образом:
- Общенациональные банки: 661 881,6 трлн вон (80,3 %).
- Специализированные банки: 61 886,2 трлн вон (7,5 %).
- Отделения иностранных банков: 100 196,1 трлн вон (12,2 %).

Специализированные банки начали создаваться в 1960-х годах. Главным образом они образовывались для поддержки ключевых секторов экономики (согласно пятилетним экономическим планам). Сейчас специализированные банки работают в основном с сельским хозяйством (National Agricultural Cooperative Federation), рыболовством (National Federation of Fisheries Cooperatives), внешней торговлей (Export-Import Bank of Korea), промышленностью (Industrial Bank of Korea) и прочим.
Центральный банк Южной Кореи был основан 12 июня 1950 года. Главной его функцией является выпуск национальной валюты, определение монетарной и кредитной политики, контроль за курсом иностранной валюты, исследование и сбор статистики о финансовой системе страны, регулирование деятельности частных банков. Банк Кореи осуществляет кредитование правительства и является проводником деятельности правительства в отношении банков страны. Все южнокорейские банки поддерживают свою кредитоспособность через Центробанк Кореи.

### Инвестиции
В Южной Корее объём внешней торговли в 2005 году составил 70 % от ВВП, а доходы компаний, которые инвестировались из-за рубежа, составили почти 14 % от объёма продаж всей промышленности. Южнокорейское правительство направляет усилия на привлечение иностранных инвестиций в страну. Самый свежий пример — открытие крупнейшего в мире LCD-комплекса в Пхаджу, всего в нескольких километрах от Демилитаризованной зоны.
Крупнейшие инвесторы в южнокорейскую экономику — США, Япония и Великобритания. Ниже приведены объёмы прямых иностранных инвестиций по странам-инвесторам (млн долларов США)
| Год  | Всего    | США     | Япония  | Гонконг | Германия | Великобритания | Франция | Другие  |
| 1980 | 143,1    | 70,6    | 42,5    | 0,5     | 8,6      | 2,3            | 18,6    |         |
| 1985 | 532,2    | 364,3   | 59,9    | 13,4    | 11,3     | 12,3           | 5,1     | 65,9    |
| 1990 | 802,6    | 317,5   | 235,9   | 3       | 62,3     | 44,8           | 22,4    | 116,6   |
| 1995 | 1 947,2  | 644,9   | 418,3   | 58, 0   | 44,6     | 86,7           | 35,2    | 659,5   |
| 1997 | 6 970,9  | 3 189,6 | 265,7   | 84,6    | 398,1    | 258,6          | 410,7   | 2363,6  |
| 2000 | 15 216,7 | 2 922   | 2 448,0 | 123,0   | 1&599,0  | 84,0           | 607,0   | 7 433,6 |
| 2002 | 9 101,0  | 4 500,0 | 1 403,0 | 234,0   | 284,0    | 115,0          | 111,0   | 2 454,0 |
| 2003 | 6 468,0  | 1 240,0 | 541,0   | 55,0    | 370,0    | 871,0          | 150,0   | 3241    |
| 2004 | 12 787,6 | 4 717,6 | 2 258,1 | 90,1    | 487,0    | 642,0          | 180,0   | 4 899,8 |
| 2005 | 11 563,5 | 2 689,8 | 1 787,8 | 819,7   | 704,8    | 2 307,8        | 85,2    | 3 168,4 |

Для того чтобы сделать экономику страны более привлекательной для иностранных инвестиций, правительство приняло ряд мер, среди которых следует отметить принятие нового нормативного документа — «Акта об операциях в иностранной валюте» (англ. Foreign Exchange Transaction Act). Эти меры были разбиты на два этапа с расчётом на два года. Главные цели — либерализация капитала и модернизация рынка обмена валюты. В мае 1998 года был упразднён потолок на иностранные инвестиции в южнокорейские акции без фиксированного дивиденда. С 25 мая того же года иностранцы могут покупать доли в любой южнокорейской компании без разрешения совета директоров (за исключением компаний военно-промышленного комплекса и общественных объединений). Иностранцы могут приобретать до 50 % стоимости общественных объединений.
В апреле 2002 года правительство представило планы развития рынка иностранной валюты с целью создать в Южной Корее более инвестиционно привлекательный климат. Была упразднена процедура сертификации Центральный банком страны и упрощён документооборот при совершении финансовых сделок. Движение капитала стало более свободным.

## Сельское хозяйство и рыболовство

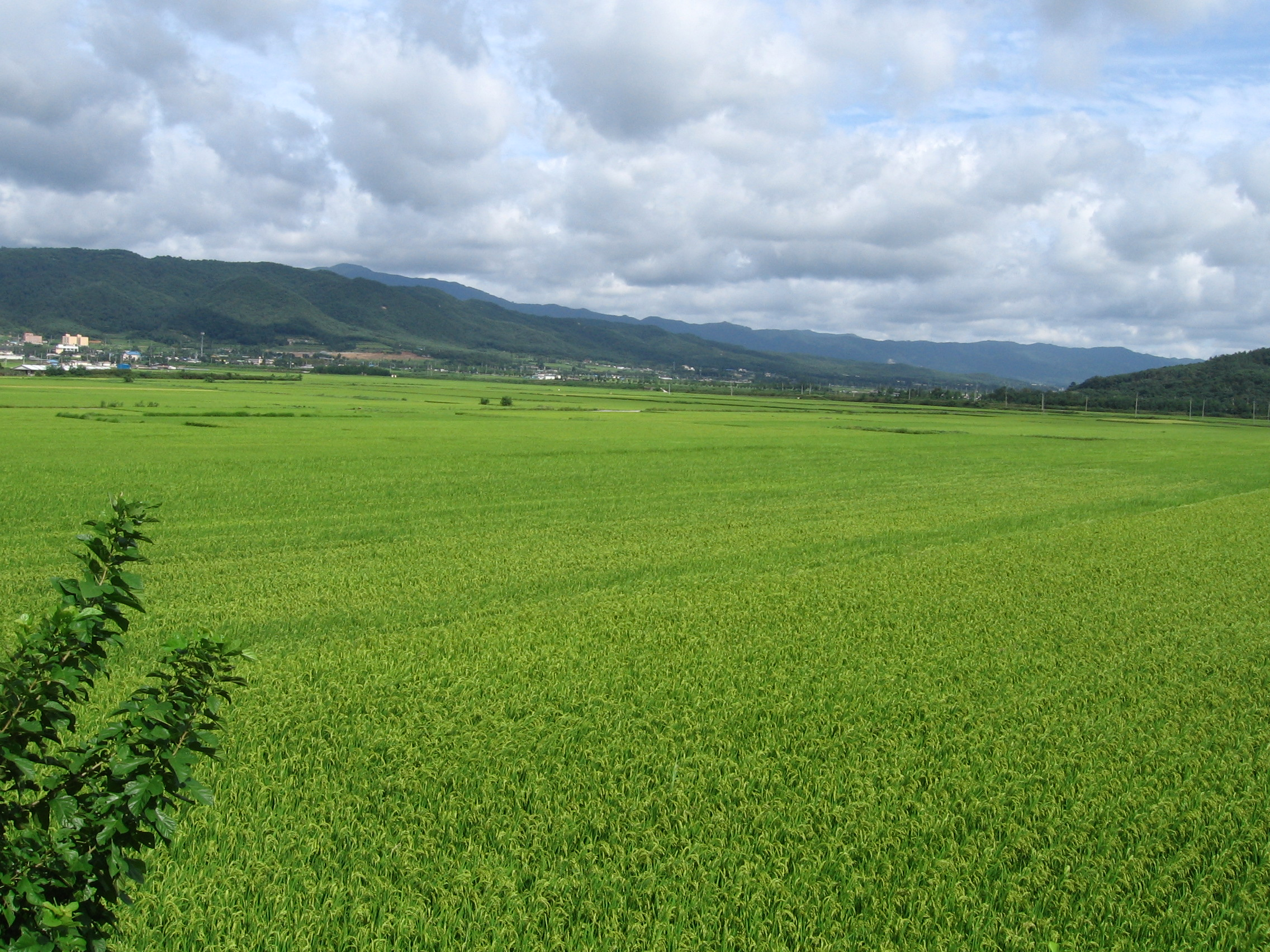
Рисовые поля в Кёнджу

Климат Южной Кореи относится к муссонному типу с тёплым и влажным летом и относительно холодной и сухой зимой. До XX века основной продукцией сельского хозяйства страны был рис, однако сейчас номенклатура продукции существенно расширилась и включает многие виды фруктов, овощей, животноводческой продукции и продукции лесного хозяйства.
Доля сельского хозяйства и лесной промышленности в 2001 году составляла 4 % валового национального дохода (англ. Gross National Income) страны, крестьянское население — 4 миллионов человек (8,3 % всего населения). Хотя доля сельского хозяйства в экономике страны невелика, доля смежных отраслей, таких как производство минеральных удобрений, пищевая промышленность и т. п., составляет 14 % валового национального дохода. Вступление страны во Всемирную торговую организацию в 1995 году ускорило трансформацию и либерализацию сельскохозяйственного рынка, что привело к падению цен на продукцию. Правительству пришлось проводить политику протекционизма по отношению к национальным производителям.
Главный сельскохозяйственный продукт Южной Кореи — рис: около 80 % южнокорейских ферм культивируют этот злак. Рис потребляется в основном внутри страны, так как неспособен конкурировать на внешнем рынке из-за своей высокой цены. В 2001 году рис выращивался на 1,08 млн гектарах земли. Урожай составил 5,16 тонн на гектар. Производство других злаковых (прежде всего ячменя и пшеницы) составило в 2001 году 271 тыс. тонн. Сои и картофеля в том же году было произведено 140 тыс. тонн. В 2001 году на экспорт пошло 11,46 тыс. тонн персиков (в основном в США, Канаду, Тайвань и Индонезию), 3,73 тыс. тонн яблок (в основном на Тайвань, Сингапур и в Японию) и 4,66 тыс. тонн мандаринов.
Животноводство — второй после риса сектор сельского хозяйства по величине дохода. В 2001 году поголовье крупного рогатого скота составляло 1 954 тыс. голов, поголовье свиней достигло 8,7 млн голов, количество цыплят составляло 102 млн. Потребление животноводческой продукции в конце XX — начале XXI века постоянно росло. Потребление говядины в 2001 году достигло 384,06 тыс. тонн, свинины — 807,42 тыс. тонн, птицы — 350,3 тыс. тонн .
Лесная промышленность начала развиваться в стране с 1960-х годов. Леса покрывают 6,4 млн гектаров территории страны. Общий объём рынка в стране составлял в 2001 году 428 млн кубометров, в том же году было импортировано бревна объёмом 7,1 млн кубометров на сумму, объём импорта всех видов продукции лесной промышленности в денежном эквиваленте составил 1,7 млрд долларов. Некоторые продукты, однако, идут на экспорт — это, прежде всего, грибы и плоды каштана. В 2001 году объём экспорта составил 210 млн долларов.
Рыболовство является важной частью южнокорейской экономики. В этом секторе работает около 140 тыс. человек. В стране насчитывается около 96 тысяч рыбопромысловых судов. Объём добычи в денежном эквиваленте составил 3,6 млрд долларов в 2000 году. В прибрежных водах активнее всего идёт добыча сайды, сардин, скумбрии, анчоусов, камбалы, каракатиц и кальмаров. Морскую продукцию также выращивают в питомниках — это прежде всего моллюски. В подобных питомниках в 2000 году было выращено продукции на сумму 560 млн долларов. Экспорт в 2000 году составил 1,5 млрд долларов рыбы и рыбной продукции, а импорт — 1,4 млрд долларов. Главные потребители южнокорейской рыбной промышленности — Россия, Китай, Япония и США — на долю этих стран приходится 70 % всего южнокорейского экспорта. Импортируются в страну в основном креветки, кальмары и сардины. 1 июля 1997 года Южная Корея приняла закон о снятии ограничений на импорт рыбной продукции. Таким образом был открыт рынок для 390 видов рыбной продукции, перечисленной в специальном списке, составленном правительством страны. В то же время было смягчено экспортное регулирование, и приняты меры к увеличению экспорта свежей и мороженой камбалы, угря и некоторых других видов рыбы.

## Энергетика
За период с 1970 по 2000 годы общее потребление первичных энергоносителей возросло с 19,7 млн. тонн нефтяного эквивалента (toe) до 193 млн toe, то есть в 9,8 раза. В 2019 году потребление первичной энергии увеличилось в сравнении с 2000 годом в 1,6 раза (с 1970 годом в 15,4 раза), превысив 303 млн toe.
В соответствии с данными KEPSIS ( (Korea Energy Statistical Information System)  и EES EAEC (на 6 августа 2021 года)   энергетическая зависимость Южной Кореи от импорта  энергоносителей характеризуется следующей диаграммой

EES EAEC. Энергетическая зависимость Южной Кореи от импорта энергоносителей, 1970-2019, проценты

Значительно возрастает роль и место электроэнергетики. Темпы развития электроэнергетики беспрецедентны, в том числе и благодаря государственной политике в реализации реформ  и организационной структуры управления. За весьма короткое в историческом разрезе время, была создана и успешно функционирует одна из  крупнейших и лучших  в мире  вертикально-интегрированных энергетических компаний: Korea Electric Power Corporation (KEPCO).

Организационная структура функционирования электроэнергетики Южной Кореи, её интегральные показатели за период, структурная схема рынка электроэнергии представлены ниже

EES EAEC. Источник: KEPCO

Беспрецедентность темпов роста электроэнергетики, её опережающий характер, ярко иллюстрируются, в частности, сравнением данных развития энергетических систем Северной и Южной Кореи. Если, на конец 1965 года установленная мощность генерирующих источников Южной Кореи составляла — 769 МВт (без независимых производителей), Северной Кореи — 2385 МВт, то на конец 2019 года — установленная мощность генерирующих источников Южной Кореи — 125337 МВт (без независимых производителей), Северной Кореи — 8150 МВт, производство электроэнергии в 2019 году Южной Корее — 561,9 млрд кВт∙ч (без независимых производителей), в Северной Корее — 23,8 млрд кВт∙ч
| Таблица 1. Динамика развития электроэнергетического комплекса Южной Кореи |                                                      |                   |       |        |        |        |        |                                          |
| №№ п/п                                                                    | Показатели                                           | Единица измерения | 1961  | 2000   | 2005   | 2010   | 2019   | Electricity Indicators                   |
| 1                                                                         | Установленная мощность (на конец года)               | МВт               | 426   | 53685  | 67075  | 79984  | 129748 | Installed Capacity Generating Facilities |
| 2                                                                         | КЕРКО и дочерние компании                            | МВт               | 367   | 44566  | 55956  | 65560  | 83672  | KEPCO & Subsidiaries                     |
| 3                                                                         | Другие компании                                      | МВт               | --    | 3885   | 6302   | 10519  | 41665  | Other Co.                                |
| 4                                                                         | Электроэнергетический сектор (стр. 2 + стр. 3)       | МВт               | 367   | 48451  | 62258  | 76078  | 125337 | Public utility                           |
| 5                                                                         | Независимые производители                            | МВт               | 59    | 5234   | 4817   | 3906   | 4410   | Non-Utility for Common Use               |
| 6                                                                         | Суммарное производство электроэнергии -брутто        | млн. кВт∙ч        | 1936  | 290443 | 389480 | 495028 | 586806 | Gross Generation                         |
| 7                                                                         | КЕРКО и дочерние компании                            | млн. кВт∙ч        | 1773  | 256842 | 349758 | 435384 | 409070 | KEPCO & Subsidiaries                     |
| 8                                                                         | Другие компании                                      | млн. кВт∙ч        | --    | 4837   | 14612  | 38434  | 152824 | Other Co.                                |
| 9                                                                         | Электроэнергетический сектор (стр. 7 + стр.8)        | млн. кВт∙ч        | 1773  | 261678 | 364370 | 473818 | 561894 | Public utility                           |
| 10                                                                        | Независимые производители                            | млн. кВт∙ч        | 163   | 28765  | 25110  | 21210  | 24912  | Non-Utility Generation for Common Use    |
| 11                                                                        | Покупная электроэнергия у независимых производителей | млн. кВт∙ч        | 0     | 4721   | 269    | 842    | --     | Purchased power from Non-Uniity          |
| 12                                                                        | Расход электроэнергии на собственные нужды (СН)      | млн. кВт∙ч        | 89    | 12328  | 16452  | 19372  | 21573  | Auxiliary Use                            |
| 13                                                                        | Относительный расход электроэнергии на СН            | проценты          | 5,04  | 4,71   | 4,56   | 4,2    | 3,83   | Aux. Use Factor                          |
| 14                                                                        | Расход электроэнергии ГАЭС                           | млн. кВт∙ч        | --    | 2118   | 1980   | 3663   | 4588   | Pumping Storage                          |
| 15                                                                        | Суммарное производство электроэнергии-нетто          | млн. кВт∙ч        | 1684  | 251953 | 346207 | 451433 | 536198 | Net Generation                           |
| 16                                                                        | Потери в электрических сетях                         | млн. кВт∙ч        | 494   | 11871  | 15615  | 18034  | 19000  | T & D Losses                             |
| 17                                                                        | Относительные потери в электрических сетях           | проценты          | 29,4  | 4,7    | 4,5    | 4,0    | 3,5    | Loss Factor(T & D)                       |
| 18                                                                        | Продажи электроэнергии                               | млн. кВт∙ч        | 1189  | 239535 | 332413 | 434160 | 520499 | Power Sold                               |
| 19                                                                        | Максимум нагрузки                                    | МВт               | 306   | 41007  | 54631  | 71308  | 90314  | Peak Load                                |
| 20                                                                        | Средняя нагрузка                                     | МВт               | 202   | 30328  | 41625  | 54185  | 64274  | Average Load                             |
| 21                                                                        | Коэффициент нагрузки                                 | проценты          | 66,2  | 74     | 76,2   | 75,9   | 71,2   | Load Factor                              |
| 22                                                                        | КИУМ                                                 | проценты          | 55,1  | 62,2   | 67,5   | 73,3   | 51,3   | Utilization Plant Factor                 |
| 23                                                                        | Средний тариф                                        | KRW/кВт∙ч         | 3,2   | 74,7   | 74,5   | 86,1   | 108,7  | Average Revenues per kWh Sold            |
| 24                                                                        | Численность работающих                               | человек           | 10095 | 29528  | 18261  | 17486  | 20531  | Employees (man)                          |
| 25                                                                        | Число потребителей                                   | тысяч единиц      | 797   | 14976  | 17329  | 19229  | 23860  | Customers (1000household)                |

Как следует из таблицы 1, только за период с 2000 по 2019 год установленная мощность генерирующих источников в стране возрастает с 53,7 ГВт до 129,7 ГВт или в 2,4 раза. Производство электроэнергии увеличивается с 290,4 до  586,8 млрд кВт∙ч или в 2 раза. При этом относительные расходы электроэнергии на собственные нужды электростанций и на транспорт электроэнергии по сетям (потери в сетях на передачу и распределение) являются одними из самых низких в мире.

EES EAEC. Структура рынка электроэнергии Южной Кореи (*) PPA (Power Purchase Agreement) - Договор о покупке электроэнергии

Следует особенно указать на роль и место KEPCO в электроэнергетике. Так, в структуре установленной мощности на конец 2019  года на долю KEPCO приходилось 83672 МВт или 64,5%, а в структуре производства электроэнергии-брутто — 409,1  млрд кВт∙ч или 69,7%.27 апреля 1972 года — начало строительства реактора типа PWR KOR!-1 установленной мощностью-брутто 607 МВт (выведен из эксплуатации 18 июня 2017 года) —  является отсчётом развития промышленной ядерной энергетики
Ядерная энергетика
Парк реакторов за период с с 27.04.1972  до 01.01. 2021 г. (по данным PRIS IAEA) приведён в нижеследующей таблице
| Таблица 2. Атомная энергетика Южной Кореи, 27.04.1972 - 01.01.2021 |                       |              |        |                 |                                   |                                    |                      |                           |                       |                                             |                                                |
| п/п                                                                | Наименование реактора | Тип реактора | Статус | Местонахождение | Установленная мощность-нетто, МВт | Установленная мощность-брутто, МВт | Начало строительства | Ввод в эксплуатацию (COD) | Вывод из эксплуатации | Продолжительность строительства, полных лет | Продолжительность COD на 01.01.2021 полных лет |
| 1                                                                  | HANBIT-1              | PWR          | OP     | Yeonggwang-gun  | 995                               | 1028                               | 6/4/1981             | 8/25/1986                 | --                    | 5                                           | 34                                             |
| 2                                                                  | HANBIT-2              | PWR          | OP     | Yeonggwang-gun  | 988                               | 1025                               | 12/10/1981           | 1/10/1987                 | --                    | 5                                           | 33                                             |
| 3                                                                  | HANBIT-3              | PWR          | OP     | Yeonggwang-gun  | 986                               | 1037                               | 12/23/1989           | 3/23/1995                 | --                    | 5                                           | 25                                             |
| 4                                                                  | HANBIT-4              | PWR          | OP     | Yeonggwang-gun  | 970                               | 1022                               | 5/26/1990            | 1/1/1996                  | --                    | 5                                           | 25                                             |
| 5                                                                  | HANBIT-5              | PWR          | OP     | Yeonggwang-gun  | 992                               | 1049                               | 6/29/1997            | 5/21/2002                 | --                    | 4                                           | 18                                             |
| 6                                                                  | HANBIT-6              | PWR          | OP     | Yeonggwang-gun  | 993                               | 1051                               | 11/20/1997           | 12/24/2002                | --                    | 5                                           | 18                                             |
| 7                                                                  | HANUL-1               | PWR          | OP     | Ulchin-gun      | 966                               | 1008                               | 1/26/1983            | 9/10/1988                 | --                    | 5                                           | 32                                             |
| 8                                                                  | HANUL-2               | PWR          | OP     | Ulchin-gun      | 967                               | 1010                               | 7/5/1983             | 9/30/1989                 | --                    | 6                                           | 31                                             |
| 9                                                                  | HANUL-3               | PWR          | OP     | Ulchin-gun      | 997                               | 1049                               | 7/21/1993            | 8/11/1998                 | --                    | 5                                           | 22                                             |
| 10                                                                 | HANUL-4               | PWR          | OP     | Ulchin-gun      | 999                               | 1053                               | 11/1/1993            | 12/31/1999                | --                    | 6                                           | 21                                             |
| 11                                                                 | HANUL-5               | PWR          | OP     | Ulchin-gun      | 998                               | 1048                               | 10/1/1999            | 7/29/2004                 | --                    | 4                                           | 16                                             |
| 12                                                                 | HANUL-6               | PWR          | OP     | Ulchin-gun      | 997                               | 1048                               | 9/29/2000            | 4/22/2005                 | --                    | 4                                           | 15                                             |
| 13                                                                 | KORI-1                | PWR          | PS     | Gijang-gun      | 576                               | 607                                | 4/27/1972            | 4/29/1978                 | 6/18/2017             | 6                                           | --                                             |
| 14                                                                 | KORI-2                | PWR          | OP     | Gijang-gun      | 640                               | 681                                | 12/4/1977            | 7/25/1983                 | --                    | 5                                           | 37                                             |
| 15                                                                 | KORI-3                | PWR          | OP     | Gijang-gun      | 1011                              | 1045                               | 10/1/1979            | 9/20/1985                 | --                    | 5                                           | 35                                             |
| 16                                                                 | KORI-4                | PWR          | OP     | Gijang-gun      | 1012                              | 1045                               | 4/1/1980             | 4/29/1986                 | --                    | 6                                           | 34                                             |
| 17                                                                 | SHIN-HANUL-1          | PWR          | UC     | Ulchin-gun      | 1340                              | 1400                               | 7/10/2012            | --                        | --                    | --                                          | --                                             |
| 18                                                                 | SHIN-HANUL-2          | PWR          | UC     | Ulchin-gun      | 1340                              | 1400                               | 6/19/2013            | --                        | --                    | --                                          | --                                             |
| 19                                                                 | SHIN-KORI-1           | PWR          | OP     | Busan & Ulsan   | 996                               | 1046                               | 6/16/2006            | 2/28/2011                 | --                    | 4                                           | 9                                              |
| 20                                                                 | SHIN-KORI-2           | PWR          | OP     | Busan & Ulsan   | 996                               | 1047                               | 1/5/2007             | 7/20/2012                 | --                    | 5                                           | 8                                              |
| 21                                                                 | SHIN-KORI-3           | PWR          | OP     | Ulsan           | 1416                              | 1486                               | 10/16/2008           | --                        | --                    | --                                          | --                                             |
| 22                                                                 | SHIN-KORI-4           | PWR          | OP     | Ulsan           | 1418                              | 1455                               | 8/19/2009            | 8/29/2019                 | --                    | 10                                          | 1                                              |
| 23                                                                 | SHIN-KORI-5           | PWR          | UC     | Ulsan           | 1340                              | 1400                               | 4/1/2017             | --                        | --                    | --                                          | --                                             |
| 24                                                                 | SHIN-KORI-6           | PWR          | UC     | Ulsan           | 1340                              | 1400                               | 9/20/2018            | --                        | --                    | --                                          | --                                             |
| 25                                                                 | SHIN-WOLSONG-1        | PWR          | OP     | Gyeongju-si     | 997                               | 1049                               | 11/20/2007           | 7/31/2012                 | --                    | 4                                           | 8                                              |
| 26                                                                 | SHIN-WOLSONG-2        | PWR          | OP     | Gyeongju-si     | 993                               | 1051                               | 9/23/2008            | 7/24/2015                 | --                    | 6                                           | 5                                              |
| 27                                                                 | WOLSONG-1             | PHWR         | OP     | Gyeongju-si     | 661                               | 683                                | 10/30/1977           | 4/22/1983                 | --                    | 5                                           | 37                                             |
| 28                                                                 | WOLSONG-2             | PHWR         | OP     | Gyeongju-si     | 606                               | 620                                | 6/22/1992            | 7/1/1997                  | --                    | 5                                           | 23                                             |
| 29                                                                 | WOLSONG-3             | PHWR         | OP     | Gyeongju-si     | 630                               | 650                                | 3/17/1994            | 7/1/1998                  | --                    | 4                                           | 22                                             |
| 30                                                                 | WOLSONG-4             | PHWR         | OP     | Gyeongju-si     | 609                               | 621                                | 7/22/1994            | 10/1/1999                 | --                    | 5                                           | 21                                             |

Действующие на 1 января 2021 г. атомные электростанции
| №№ п/п | ISO 3166 | Страна             | Наименование АЭС | Количество реакторов | Установленная мощность-нетто, МВт | Установленная мощность-брутто, МВт |
| 1      | KR       | Южная Корея        | Hanbit           | 6                    | 5924                              | 6212                               |
| 2      | KR       | Южная Корея        | Hanul            | 6                    | 5924                              | 6216                               |
| 3      | KR       | Южная Корея        | Kori             | 7                    | 7489                              | 7805                               |
| 4      | KR       | Южная Корея        | Wolsong          | 6                    | 4496                              | 4674                               |
| --     | KR       | Южная Корея, всего |                  | 25                   | 23833                             | 24907                              |
| --     | ww       | Весь мир           |                  | 445                  | 394619                            | 417201                             |

По предварительным данным на конец 2020 года установленная мощность генерирующих источников Южной Кореи — 133,4 ГВт, в том числе:  электроэнергетический сектор — 129,19 ГВт; независимые производители — 4,2 ГВт. Производство электроэнергии-брутто — 575,27 млрд кВт∙ч, в том числе:  электроэнергетический сектор — 550,49 млрд кВт∙ч;  независимые производители — 24,78 млрд кВт∙ч

## Промышленность
За период с 1976 по 2006 год доля промышленного производства в экономике страны поднялась с 21,5 % в 1970 году до 28,9 % в 1997 году. Крупнейшими отраслями промышленности являются производство электроники, кораблестроение, автомобильная промышленность, строительство и текстильная промышленность.

### Пищевая промышленность
Пищевая промышленность

### Лёгкая промышленность
Текстильная промышленность
Южнокорейская текстильная промышленность является экспортно-ориентированной — хотя страна покрывает около трети внутреннего спроса с помощью импорта, однако на экспорт идёт порядка двух третей производимой продукции. В общем объёме экспорта продукция текстильной отрасли держит 9,7 %, а торговый баланс в 2001 году составил 11,2 млрд долларов.
По экспорту текстильной продукции Южная Корея занимает пятое место в мире после Китая, Италии, Германии и США. По объёму производства страна располагается на седьмом месте.
Начиная с 2001 года объём экспорта начал постепенно снижаться (спад на 2 % в 2003 году). Основную причину этого эксперты видят в понижении цен — южнокорейским производителям стало трудно конкурировать с местными компаниями. Объём производства также сократился на 3,5 %. Импорт одежды за тот же период, напротив, вырос на 21 %; общий объём импорта текстильной продукции вырос на 9,1 % , чем за год до этого.
Большая часть инвестиций в текстильную отрасль, которые делает Южная Корея, идёт в Китай, кроме того, делаются инвестиции в текстильную отрасль США, Вьетнама, Филиппин, Индонезии, Гватемалы, Гондураса, Бангладеш и Шри-Ланки. Прямые инвестиции в текстильную промышленность других стран в период с 1987 по 2002 год выросли в 110 раз. Количество работников отрасли в период с 1990 по 2001 год уменьшилось на 38,7 % — с 605 тыс. до 371 тыс. Объём добавленной стоимости текстильной промышленности упал с 8,6 трлн вон в 1989 году до 5,5 трлн вон в 2001 году.

### Нефтехимическая промышленность
Несмотря на то, что южнокорейская нефтехимическая промышленность является достаточно молодой (её развитие началось в 70-х годах XX века), она является одной из важнейших отраслей экономики страны. Спрос на продукцию нефтехимической отрасли с конца 1980-х годов рос в полтора раза быстрее, чем валовый национальный продукт страны.
Три крупных промышленных комплекса с установками для крекинга сырой нефти расположены в Ульсане, Ечхоне и Тэсане.
В 2002 году 57,7 % продукции трёх основных типов продукции отрасли — синтетических смол, синтетических волокон и синтетических каучуков — потреблялось на внутреннем рынке (годовой прирост 7,6 %) и 42,3 % шло на экспорт (прирост 4,1 %). Общий объём экспорта в денежном эквиваленте составил $9 265 млн, что на 10,4 % больше, чем в 2001 году

### Металлургия
Металлургическая промышленность Южной Кореи в общей структуре экономики повысилась, достигнув 7 % (1998). Доля в добавленной стоимости повысилась до 5,9 %. Общий спрос на металлургическую продукцию рос на 11,7 % в год в период с 1996 по 1999 годы и на 6,9 % в период с 2000 по 2002 годы, достигнув уровня 53,8 млн тонн в 2002 году. Внутренний спрос рос ещё более высокими темпами — на 12,4 % в год с 1998 по 2002 годы. В 2002 году производство стали достигло 51,1 млн тонн.
Производство необработанной стали выросло с 38,9 млн тонн (1996) до 41 млн тонн (1999), в результате чего Южная Корея стала шестым в мире производителем стали.

### Машиностроение
В машиностроение, помимо судостроения и автомобилестроения можно включить производство двигателей и турбин, металлообрабатывающего инструмента, горнодобывающего и сельскохозяйственного оборудования, холодильного и химического оборудования и т. д.
Объём импорта в 2002 году составил 21 млрд долларов (ежегодный прирост 18,2 %). Бо́льшая часть импорта приходилась на долю Японии — 40 %. 

Объём экспорта в 2002 году составил 13 млрд долларов (ежегодный прирост 8,3 %).

### Судостроение
Судостроение включает в себя конструирование, ремонт и конверсию всех видов кораблей и судов. Южнокорейское судостроение в настоящее время является одной из ключевых отраслей промышленности и базовым фактором в её развитии, так как подталкивает вперёд и смежные отрасли — металлургию, химическую промышленность, электронику и т. д.
Строительство судовых верфей начало свой рост в 1970-х годах. В 1980-х годах кораблестроение продолжало бурный рост. Южная Корея стала вторым в мире производителем судов и кораблей; только во второй половине 80-х годов доля мирового рынка Южной Кореи выросла с 10 % до 25 %. В 1990-х годах отрасль переживала качественный рост. Увеличивалась производительность труда и происходила аккумуляция новых технологий. Сильно выросла доля сложных и дорогих судов — крупнотоннажных контейнеровозов и нефтетанкеров, а также газовозов. Целенаправленная специализация привела к тому, что Корея приблизилась к завоеванию статуса монопольного производителя дорогостоящих судов — в 2005 году её доля в этом сегменте мирового судостроительного рынка достигла 59,3 %.

### Автомобильная промышленность

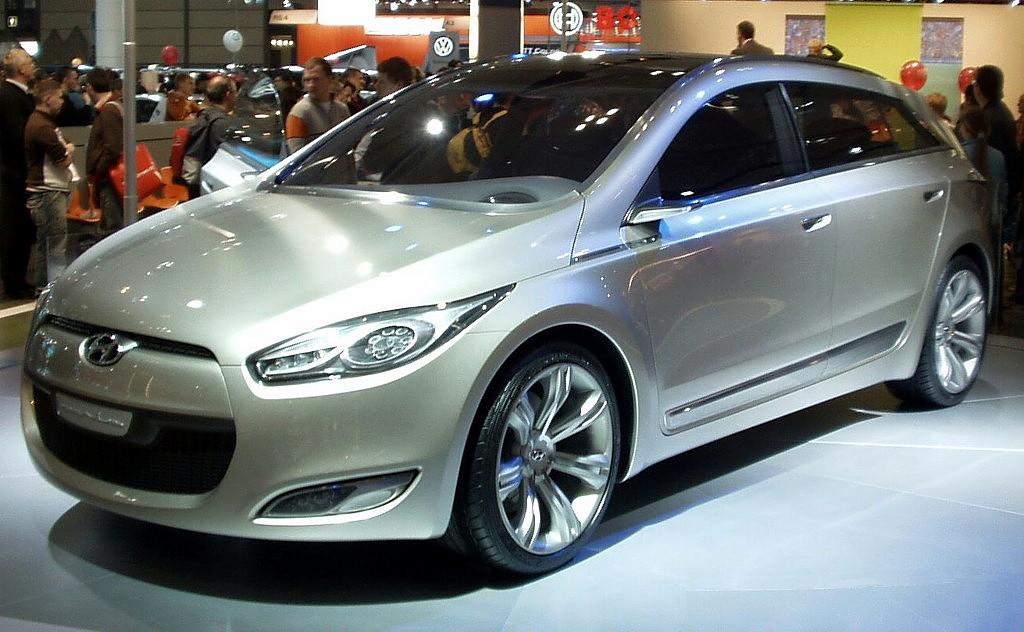
Концепт-кар компании Hyundai

В Южной Корее автомобильная промышленность составляет 9,4 % всего объёма добавленной стоимости, 8,3 % всего экспорта и обеспечивает занятость 7,4 % всей рабочей силы страны.
Сейчас Южная Корея — пятый в мире производитель автомобилей (её доля составляет 5,4 % мирового производства). В стране пять основных предприятий, производящих автомобильную продукцию — Hyundai Motor (Genesis), Kia Motors, KG Mobility, GM Korea Company (ранее Daewoo Motors) и Renault Korea Motors.

### Высокотехнологичное производство

#### Электронная промышленность
В настоящее время Южная Корея занимает одно из первых мест в мире по производству потребительской электроники. Сейчас в стране, как и во всём мире, наблюдается тенденция к переходу на цифровые технологии, что повышает спрос на такие продукты как цифровые телевизоры, DVD, портативные цифровые аудиопроигрыватели и т. д. 
Крупнейшие компании в отрасли — LG, Samsung и Daewoo Electronics. Они производят практически весь спектр потребительской электроники, большая часть которой идёт на экспорт. Объём производства потребительской электроники составил 17,6 млрд долларов в 2002 году, экспорт составил 11 млрд долларов.
Телекоммуникационное оборудование, производящееся южнокорейскими компаниями — это, прежде всего, сотовые телефоны, хотя остальные сегменты также хорошо развиты. Это связано как с большим объёмом внутреннего рынка, так и высоким спросом на южнокорейскую продукцию за рубежом. В июле—сентябре 2004 года Samsung Electronis, продав 22,9 млн мобильных телефонов, впервые опередила американскую компанию Motorola по числу проданных единиц, завоевав второе место (после финской Nokia), или 13,8 % всего мирового рынка терминалов.
Полупроводниковая промышленность
Полупроводниковая промышленность производит интегральные микросхемы и полупроводниковые приборы (такие как диоды и транзисторы). В Южной Корее данная отрасль является одной из важнейших в экономической структуре. Её бурное развитие началось в середине 1980-х годов. В результате, начиная с 1992 года, полупроводники являются крупнейшей статьёй южнокорейского экспорта, составляя в нём 10 % (2002).
Особенностью южнокорейской полупроводниковой промышленности является то, что она в большой степени зависит от спроса на чипы памяти, доля которых в общем объёме производства составляет 80-90 % (в других развитых странах эта доля колеблется от 10 % до 30 %). Полупроводниковая промышленность, особенно производство чипов памяти, сыграла ключевую роль в подъёме экономики страны после кризиса 1997 года. До сих пор Южная Корея является главным производителем чипов памяти в мире. Большая часть экспорта идёт в развитые страны: США, Японию, Евросоюз и страны ЮВА.
Рынок оборудования для полупроводниковой промышленности Южной Кореи составил в 2002 году 1,9 млрд долларов, однако только 15 % из этой цифры составляет внутреннее производство, остальное импортируется. 

Материалы для полупроводниковой промышленности включают маски для фотолитографии, кремниевые подложки микросхем, фоторезисты и т. д. Объём внутреннего рынка материалов в 2002 году составлял 1,7 млрд долларов, половину этой суммы составил импорт из США и Японии. Зависимость от импорта полупроводниковых материалов в Южной Корее ниже, чем в Японии, однако выше, чем в США.

## Транспорт
Транспорт в Южной Корее представляет собой систему транспортных коммуникаций страны, таких как железные и автомобильные дороги, воздушные и морские магистрали.
Общая длина железных дорог — 6 240 километров (из них 525 километров электрифицировано). Шесть крупнейших городов Южной Кореи — Сеул, Пусан, Тэгу, Инчхон, Кванджу и Тэджон имеют метрополитен. Сеульский метрополитен — старейший в стране, первая линия от Сеульского вокзала до Чхоннянни была открыта в 1974 году. Общая протяжённость автомобильных дорог — 97 252 км, из них 74 641 км асфальтированные. Главные порты страны: Чинхэ, Инчхон, Кунсан, Масан, Мокпхо, Пхохан, Пусан, Тонхэ, Ульсан, Йосу, Сокчхо. Главные авиаперевозчики Южной Кореи — Korean Air и Asiana Airlines. Оба предоставляют услуги по авиаперевозкам как внутри страны, так и за границу. Сеул обслуживается двумя аэропортами: инчхонским и аэропортом в Кимпхо. Международные рейсы принимаются в основном аэропортом Инчхона, тогда как Кимпхо принимает в основном местные рейсы. Другие крупные аэропорты расположены в Пусане и Чеджу. Всего в стране 108 аэропортов.

## Телекоммуникации
Сегодня Южная Корея имеет одну из наиболее развитых систем телекоммуникаций в мире. В 2000 году, в рамках 15-летней программы электронного развития «КиберКорея-21», была построена расширенная сеть широкополосного доступа в Интернет, охватившая практически всю страну. Среди стран — членов Организации экономического сотрудничества и развития по уровню проникновения широкополосного Интернета Южная Корея лидирует: по данным Министерства торговли, промышленности и энергетики страны, он составляет 24,08 на 100 человек.

## Сфера обслуживания
В сферу обслуживания входят прежде всего страховые компании, предприятия общественного питания, подающие блюда корейской кухни, гостиницы, прачечные, сауны, медицинские и спортивные учреждения, предприятия, работающие в сфере развлечений, розничной торговли и т. п.
В середине 1980-х годов больше всего работников в этом секторе экономики было занято в розничной продаже. Подавляющее большинство магазинов было небольшими лавками с ограниченным ассортиментом, чаще всего принадлежавшими одной семье. В 1986 году в стране было около 26 тысяч оптовых и 542 тысяч розничных пунктов продаж, а также 233 тысячи гостиниц и пунктов общественного питания, в которых работало в совокупности 1,7 млн человек.
Сейчас сфера услуг стала доминирующей в экономике страны, составляя две трети всего валового внутреннего продукта. В 2006 году был принят закон о консолидации рынка капитала (англ. Capital Market Consolidation Act) для либерализации сектора услуг и превращения страны в крупный финансовый узел Восточной Азии.

## Туризм

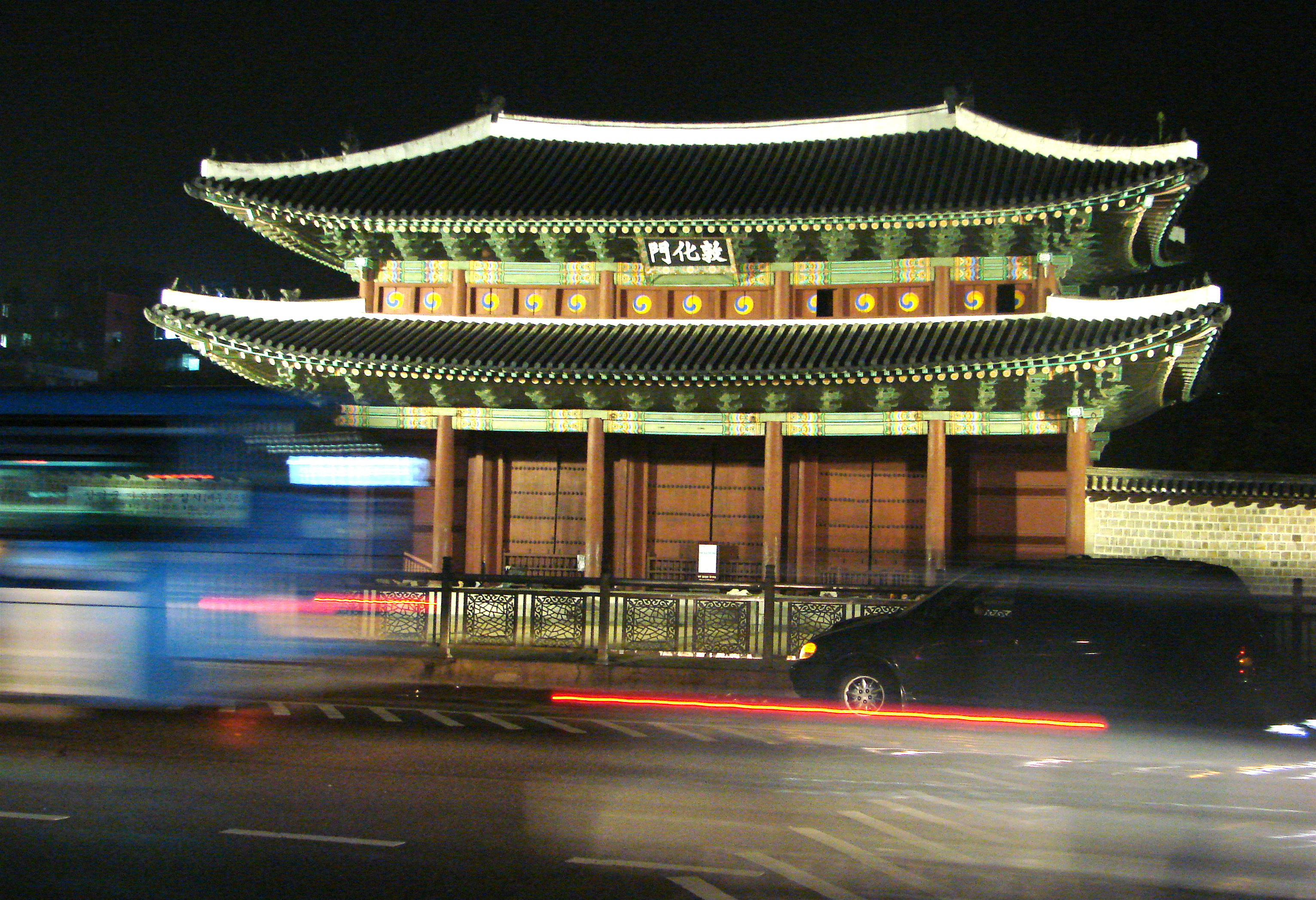
Дворец Чхандоккун ночью

В Южной Корее существуют хорошие возможности для развития туризма. Красивая природа, историческое наследие, горы и море делают её привлекательной для туристов. По праву самый популярный вид туризма в стране — горный туризм. Около 70 % территории страны покрыты горами, в которых находится множество горнолыжных курортов.
Общее число иностранных туристов, посетивших страну, возросло с 173 тысяч человек в 1970 году до 4 600 тысяч человек в 1999 году. Развитие туризма является естественным результатом экономического роста страны, однако важным фактором явилась также правильная политика целевых капиталовложений в развитие туристических объектов. Правительство приняло ряд законов о развитии туризма, в результате чего в течение десяти лет в конце XX века среднегодовой рост числа туристов составлял 5,57 %.
Туристическая индустрия в конце XX века смещалась от американского континента в сторону азиатского региона. В 1970 году 32 % туристов составляли американцы, а второе место по числу посетивших Республику Корея принадлежало японцам. Однако к 1999 году число граждан Японии составило уже 46,9 % от общего числа туристов, а количество туристов из стран Северной и Южной Америки, в основном из США, сократилось до 10 %. С тех пор, как были установлены дипломатические отношения между Южной Кореей и Китаем, количество китайских туристов постоянно увеличивается. В 1999 году по числу туристов Китай занимал третье место. Растёт количество гостей, приезжающих в Республику Корея и из других стран Юго-Восточной Азии, включая Гонконг.
6-7 ноября 2006 года в Сеуле состоялась первая международная конференция по инвестициям в туризм, где обсуждались положение туризма и перспективы его развития в Восточной Азии. По данным Мировой туристической организации (МТО), в ближайшем будущем рост туристического рынка Восточной Азии превзойдёт рост рынка в любом другом регионе.

## Трудовые ресурсы
В 2004 году на предприятиях Южной Кореи работало свыше 15 млн наёмных работников, кроме того, насчитывалось 7,8 млн самозанятого населения, из них 60 % — в сфере услуг, 30 % — в промышленности. Безработица в стране невысока — при росте экономически активного населения с 8,230 млн человек в 1963 году до 23,370 млн человек в 2004 году, уровень безработицы долгие годы не превышал 2 %.
Современная система социально-трудовых отношений была окончательно сформирована в 2004 году. С 27 декабря 2004 года вступил в силу Закон о пенсионном обеспечении (англ. Employee Retirement Benefit Security Act), который ввёл накопительную схему пенсионного страхования работников. В том же году законодательно была введена пятидневная 40-часовая рабочая неделя вместо существовавшей до этого шестидневной 44-часовой рабочей недели.
Структура рабочей силы за последние десятилетия XX века существенно изменилась — коэффициент суммарной рождаемости в стране крайне низок, велика проблема старения общества. Ввиду этого Южная Корея уже в 90-е годы столкнулась с нехваткой рабочих рук. Ожидается, что в XXI веке из-за старения населения и относительного уменьшения численности работающих положение ещё больше усугубится.
До Олимпиады 1988 года иностранцев в стране было немного, невелика была и занятость иностранной рабочей силы. В последующие годы привлечение и использование иностранной рабочей силы в южнокорейской экономике стало расширяться. Она стала привлекаться на различные предприятия, в первую очередь для выполнения грязных, тяжёлых и опасных видов работ. В результате в 1993 году иностранные рабочие составляли уже около 25 % всех занятых на мелких и средних предприятиях. В период 90-х годов в связи с возникшим дефицитом рабочей силы отдельных отраслей промышленности Южная Корея стала во все большей мере превращаться в страну, импортирующую трудовые ресурсы.
В качестве особенности миграции Южной Кореи экономисты также выделяют иммиграцию квалифицированной рабочей силы, так как на неё в стране предъявляется повышенный спрос.

## Доходы населения
В 2017 году комитет по минимальной заработной плате решил повысить минимальную заработную плату с 1 января 2018 года на 16,4 %, с ₩6470 ($5,75) до ₩7530 ($6,70) в час. Это наибольшее увеличение минимального размера оплаты труда (1060 вон) за 16 лет с 2001 года, когда он увеличился на 16,8 %. С 1 января 2018 года минимальный размер оплаты труда составляет ₩7530 ($6,70) в час. С 1 января 2019 года минимальный размер оплаты труда составляет ₩8350 ($7,43) в час. Средний размер оплаты труда по состоянию на сентябрь 2018 года составляет ₩3 737 254 ($3323,93) в месяц. С 1 января 2021 года минимальный размер оплаты труда составляет ₩8720 ($7,66) в час. С 1 января 2022 года минимальный размер оплаты труда составляет ₩9160 ($7,70) в час. С 1 января 2023 года минимальный размер оплаты труда составляет ₩9620 ($7,74) в час. С 1 января 2024 года минимальный размер оплаты труда составляет ₩9860 ($7,52) в час и ₩2060740 ($1571,88) в месяц.

## Экономические связи Южной Кореи

### Страны Запада
Торговые отношения со странами Запада включают в себя экономическое партнёрство прежде всего с США и Европейским Союзом.
США являются главным экономическим партнёром Южной Кореи. Кроме того, Южная Корея занимает седьмое место в списке торговых партнёров США, опережая многие развитые страны Европы, такие как Италия и Франция, и шестое место в списке — стран-импортёров из США. Кроме того, Южная Корея является привлекательной страной для инвестиций со стороны американских компаний — с 1996 по 2003 год США инвестировали в южнокорейскую экономику 20 млрд долларов. В 2003 году США были крупнейшим торговым партнёром Южной Кореи и седьмым по величине экспортным рынком. Укреплявшиеся экономические связи между двумя странами, однако, сопровождались многочисленными разногласиями в торговой политике. Интенсивность этих споров значительно уменьшилась начиная с конца 80-х — начала 90-х годов XX века, в том числе и вследствие того, что Южная Корея провела ряд рыночных реформ в качестве компенсации за получение 58-миллиардного кредита от Международного валютного фонда после кризиса 1997 года. В начале XXI века обе страны стараются более мягко решать конфликтные ситуации. В этом немалую роль сыграли двусторонние торговые соглашения, сделанные в начале 2001 года.
Примерно в то же время была подписана серия торговых соглашений между Южной Кореей и странами Евросоюза, что подстегнуло рост товарооборота между двумя регионами. Объём торговли составил 46 млрд евро, удвоившись за десять лет. Однако до сих пор нерешёнными остаются некоторые вопросы взаимной торговли. В начале XXI века наибольший прогресс был сделан в ускорении процессов взаимовыгодного обмена в сфере науки и наукоёмких технологий (как известно, Южная Корея тратит 3 % своего валового внутреннего продукта на научные исследования). В 2005 году состоялись двусторонние переговоры об обмене в научной и технической сфере. Южная Корея также участвует в некоторых глобальных проектах, инициированных Евросоюзом, в частности в проектах Galileo и ITER.

### Страны Востока
Страны Востока, прежде всего Восточной Азии — главные торговые партнёры Южной Кореи. В общем товарообороте с этими странами выделяются три страны — Китай, Япония и Саудовская Аравия, являющаяся основным поставщиком нефти в Южную Корею.
Торговля в восточноазиатском регионе сильно выросла за первые годы XXI века. Ведущие страны региона (Южная Корея, Япония и Китай) стали более открыты, чем в конце XX века. Если в 1991 году товарооборот между этими тремя странами составлял 56 млрд долларов, то в 2004 году он превысил 324 млрд. Рост товарооборота Южной Кореи с Китаем и Японией в период с 2000 по 2004 годы превышал рост товарооборота со всеми другими странами в два раза. В настоящее время концентрация торговли в регионе выше, чем в Евросоюзе, хотя между странами региона нет таких благоприятной для взаимных сношений, как в Европе, законодательной базы.
Ниже приведены объёмы экспорта и импорта между Южной Кореей и Китаем, Южной Кореей и Японией в млрд долларов США:
| Направление          | 1991  | 2001  | 2004  |
| Южная Корея — Китай  | 1,0   | 18,19 | 49,76 |
| Китай — Южная Корея  | 2,18  | 12,54 | 27,82 |
| Южная Корея — Япония | 12,36 | 16,51 | 21,70 |
| Япония - Южная Корея | 20,09 | 25,29 | 44,25 |

Китай и Япония является первым и третьим торговым партнёром Южной Кореи.
Основные предмет южнокорейского экспорта в страны Восточной Азии — это продукция машиностроительной отрасли, автомобили, электроника, текстиль, продукция металлургической и нефтехимической отрасли. Эти направления составляют три четверти всего экспорта Южной Кореи в страны Востока. Особенно активно развивается торговля с Китаем, так как в этой стране интенсивно развивается тяжёлая и химическая промышленность.

### Россия
Торгово-экономические связи между СССР и Южной Кореей стали осуществляться с конца 1988 года (до этого торговля велась через фирмы-посредники из третьих стран). Сейчас удельный вес России в общем товарообороте Южной Кореи не превышает 1,5 %. Основные товары, импортируемые из России — это полезные ископаемые, такие как природный газ, сырая нефть и каменный уголь, а также продукция металлургической промышленности. В Россию экспортируется в основном бытовая электроника и продукция текстильной и машиностроительной промышленности.
Ниже представлены данные по объёму торговых отношений между двумя странами за 1996—2003 годы (данные в млрд долларов США)
| Год  | Оборот | Из России в Южную Корею | Из Южной Кореи в Россию | Сальдо |
| 1996 | 3,7    | 1,8                     | 1,9                     | −0,1   |
| 1997 | 3,3    | 1,5                     | 1,8                     | −0,3   |
| 1998 | 2,1    | 0,9                     | 1,1                     | −0,2   |
| 1999 | 1,7    | 0,9                     | 0,8                     | 0,1    |
| 2000 | 2,2    | 1,2                     | 0,9                     | 0,3    |
| 2001 | 2,8    | 1,9                     | 0,9                     | 1      |
| 2002 | 3,3    | 2,2                     | 1,1                     | 1,1    |
| 2003 | 4,2    | 2,5                     | 1,7                     | 0,8    |

В начале XXI века торгово-экономические связи между двумя странами быстро развивались. Перспективным направлением сотрудничества представляется взаимодействие в топливно-энергетическом комплексе. Прорабатывается Иркутский газовый проект (предполагаемый объём инвестиций — до 12 млрд долларов). Сотрудничество в этой области представляется особенно выгодным для обеих сторон (сюда следует отнести возможное совместно с корейскими компаниями освоение месторождений энергоносителей в Сибири и на Дальнем Востоке, включая помимо газа в Иркутской области разработку угля в Якутии и Бурятии, нефтегазовых ресурсов острова Сахалин).

### КНДР
С 1988 года объём двусторонней торговли между двумя корейскими государствами увеличился в несколько раз (в 1989 году он составлял $18,8 млн, а в 2002 — уже $647 млн). В 2006 году эта цифра несколько снизилась ввиду ухудшения отношений между странами. В 2002 году Южная Корея импортировала продукции на сумму $271,57 млн из Северной Кореи, в основном продукцию сельского хозяйства и металлургии, а экспортировала товаров на сумму $371,55 млн, в основном это была гуманитарная помощь, включая минеральные удобрения и одежду. Южная Корея сейчас является третьим по объёму товарооборота торговым партнёром Северной Кореи после Китая и Японии. Южнокорейская компания Hyundai Group запустила несколько инвестиционных проектов, касающихся Северной Кореи, среди которых развитие туризма на Кымгансане (Алмазные горы). Только в 2001 году в рамках этого проекта Северную Корею посетило 84 347 человек. Из Северной Кореи в Южную въехало около тысячи северокорейских граждан, в основном для участия в спортивных соревнованиях. Ещё одна южнокорейская компания, активно вкладывающая деньги в северокорейскую экономику — Hyundai Asan, у которой есть планы возведения на площади в 3,2 км² промышленного комплекса в Кэсоне, недалеко от Демилитаризованной зоны. 2002 год ознаменовался также серьёзным прогрессом в строительстве железной дороги Сеул-Синыйджу (в начале 2004 года этот проект был заморожен).